# Газэнергопромбанк
Газэнергопромбанк — бывший российский банк, основанный в 1996 году дочерними структурами Газпрома и прекративший свою деятельность 2 августа 2010 года в результате присоединения к ОАО "АБ «РОССИЯ». Был зарегистрирован в подмосковном посёлке Газопровод. Акционерами банка являлись дочерние предприятия «Газпрома»:
- ООО «Межрегионгаз»,
- ОАО «Газпромрегионгаз»,
- ООО «Белрегионгаз»,
- ООО «Воронежрегионгаз»,
- ООО «Рязаньрегионгаз»,
- ООО «Петербургрегионгаз»,
- ООО «Комирегионгаз»,
- ООО «Астрион-Финанс».

Крупнейшим из них является Газпромрегионгаз — 73 %.
«Газэнергопромбанк» являлся высокотехнологичным универсальным банком, предоставлявшим полный комплекс услуг корпоративным и частным клиентам. «Газэнергопромбанк» стабильно входил в сотню крупнейших финансовых структур России.

## Слияния и поглощения
15 октября 2008 года «Газэнергопромбанк» приобрёл 100 % ОАО «Собинбанк». Договорённость о совершении сделки достигнута 15 октября 2008 года при непосредственном участии и поддержке Банка России.
2 августа 2010 года ЗАО «Газэнергопромбанк» прекратило свою деятельность в результате завершения процедуры реорганизации ОАО «АБ „РОССИЯ“» в форме присоединения ЗАО «Газэнергопромбанк».